# Condado de Tippecanoe (Indiana)
O Condado de Tippecanoe é um dos 92 condados do estado americano de Indiana. A sede do condado é Lafayette, e sua maior cidade é Lafayette. O condado possui uma área de 1 303 km² (dos quais 8 km² estão cobertos por água), uma população de 148 955 habitantes, e uma densidade populacional de 115 hab/km² (segundo o censo nacional de 2000). O condado foi fundado em 1826.